# Borja Marzá
Borja Marzá Martínez (Borriol, Castellón, España, 4 de septiembre de 2000), conocido deportivamente como Borja Marzá, es un futbolista español que juega como centrocampista. Actualmente forma parte del CE Carroi de la Primera División de Andorra.

## Trayectoria deportiva
Borja tuvo sus inicios en el balompié en clubes base de Castellón, empezando en el Club de Fútbol Borriol, después en el Primer Toque CF para más tarde recalar en edad infantil en la cantera del Villarreal Club de Fútbol
En las filas del club amarillo permaneció por siete temporadas, promocionando categoríashasta llegar, en la campaña 2018/2019, al primer combinado U19, con el que se proclamó como campeón del grupo VII de la División de Honor Juvenil de España además de campeón de la Copa del Rey juvenil tras imponerse por 0-3 en la final ante el  Atlético de Madrid U19.
Tras acabar su etapa formativa en las filas del Villarreal Club de Fútbol, en el curso 2019/2020 dio el salto como sénior firmando por el Club Deportivo Cabanes de la Preferente de la Comunidad Valenciana. La temporada siguiente pasó a formar parte del Club Deportivo Almazora de la misma categoría acabando en tercera posición peleando por la plaza para disputar la fase de ascenso a Tercera División RFEF.
El 10 de septiembre de 2021, el CE Carroi de la Primera División de Andorra anunció a través de sus medios oficiales el fichaje de Marzà quien firmó contrato profesional con el club andorrano de cara a la temporada 2021/2022.

## Carrera deportiva

### Clubes
| Club                    | País    | Año               |
| ----------------------- | ------- | ----------------- |
| Villarreal CF U19       | España  | 2018 – 2019       |
| Club Deportivo Cabanes  | España  | 2019 – 2020       |
| Club Deportivo Almazora | España  | 2020 – 2021       |
| CE Carroi               | Andorra | 2021 – Actualidad |

## Palmarés

### Títulos nacionales
| Título           | Club              | País   | Año  |
| ---------------- | ----------------- | ------ | ---- |
| Copa del Rey U19 | Villarreal CF U19 | España | 2019 |